# Zerdapski rajon
Zerdapski rajon (azerski: Zərdab rayonu) je jedan od 66 azerbajdžanskih rajona. Zerdapski rajon se nalazi u unutrašnjosti Azerbajdžana. Središte rajona je Zerdab. Površina Zerdapskog rajona iznosi 860 km². Zerdapski rajon je prema popisu stanovništva iz 2009. imao 52.870 stanovnika, od čega su 26.341 muškarci, a 26.529 žene.
Zerdapski rajon se sastoji od 41 općina.